# 第二奇兵隊
第二奇兵隊（だいにきへいたい）は、幕末期に長州藩で結成された長州藩諸隊の一つ。総督は山内梅三郎、清水美作（親春）など。軍監に白井小助、世良修蔵、林半七、大洲鉄然など。

## 概要
文久3年6月（1863年7月）、高杉晋作が奇兵隊を創設すると、それに触発されて元治元年5月（1864年6月）、秋良雄太郎らが大島郡で真武隊を結成したが、軍資金不足などで活動不能に陥っていた。
慶応元年1月（1865年2月）に、白井小助・世良修蔵らが中心となってこの真武隊を再興、他の数隊が合流する形で部隊が編成された。結成地である周防地方が長州藩領の南東部に位置するため、北西部の長門地方で結成された奇兵隊との対称で、南奇兵隊と称された。初代総督は白井小助、軍監には世良修蔵が就いた。室積村の普賢寺を屯所とし、農民・神官・僧侶・下級藩士などが多く参加、他隊を吸収するなどして隊員は300名を超えた。

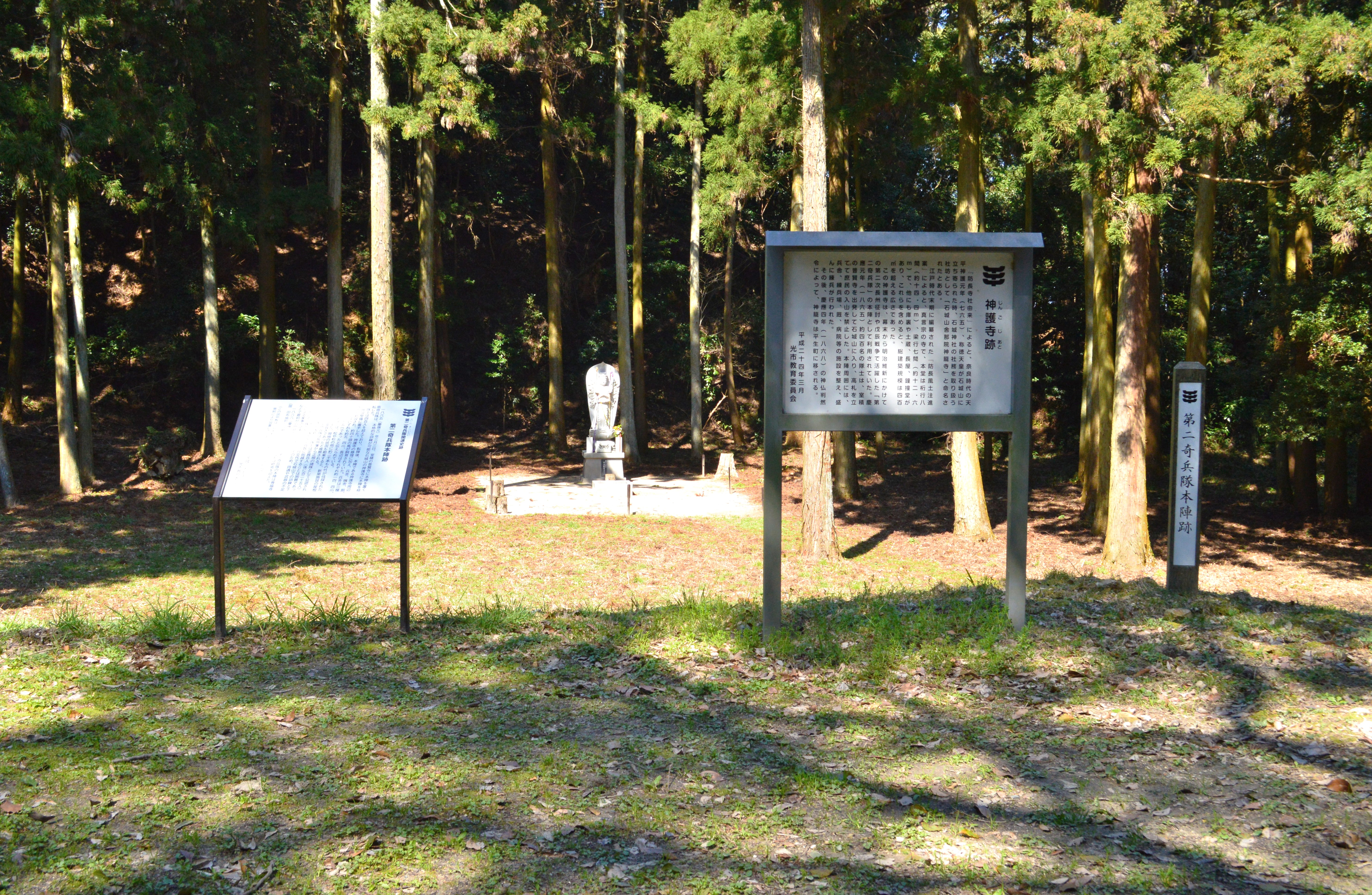
石城山の第二奇兵隊本陣跡（神護寺跡）

同年3月（1865年4月）、諸隊を長州藩正規軍として公認することに伴って整理統合され、第二奇兵隊と改称、奇兵隊総督の山内梅三郎が第二奇兵隊総督も兼務した。白井・世良は軍監となり、隊員数は100人に削減（後に125人）、本営も石城山神護寺に移動した。
翌慶応2年4月（1866年5月）、幹部の立石孫一郎が、隊員の大部分（約100名）を率いて脱走し、幕府の倉敷代官所及び、京都見廻役・蒔田広孝の浅尾藩陣屋を襲撃する（倉敷浅尾騒動）。その後、高梁川河口において幕府軍の銃撃を受けて潰走、長州藩領へ逃げ帰るが、立石以下脱走隊士の多くが藩政府により処刑された。
同年6月の第二次長州征伐において大島が幕府軍に占領されると、高杉晋作率いる艦隊が夜間奇襲により幕府海軍を駆逐、世良修蔵指揮下の第二奇兵隊らが上陸し大島の奪還を果たした。
慶応3年、藩軍の再編により膺懲隊と合併して健武隊となり、翌慶応4年1月（1868年1月）の鳥羽・伏見の戦いに参加している。

## 参考
- 山口県光市の石城山の第二奇兵隊本陣跡には第二奇兵隊の顕彰碑がある。
- 山口県大島郡周防大島町の明治百年記念公園には第二奇兵隊の事績を記した倉敷騒動碑がある。
- 岡山県倉敷市の観龍寺の山門には第二奇兵隊による槍痕が残る。